# 帕托斯島 (委內瑞拉)

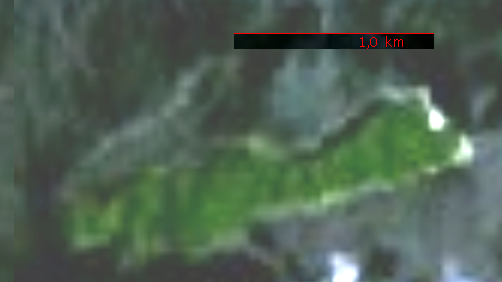

帕托斯島（西班牙語：Isla de Patos，意思為「鴨島」）是委內瑞拉的島嶼，位於首都卡拉卡斯東北250公里的加勒比海東南部，由聯邦屬地負責管轄，長1.1公里、寬0.6公里，面積0.25平方公里，最高點海拔高度100米，島上無人居住。

## 外部連結
- Patos Island关于（页面存档备份，存于）
- Dependencias Federales地图、Patos Island位置
- Patos Island地图 （页面存档备份，存于）
- Patos Island图片[永久]

10°38′18″N 61°51′50″W / 10.63833°N 61.86389°W